# Équipe cycliste Sicasal-Acral
 (novembre 2010).
Si vous disposez d'ouvrages ou d'articles de référence ou si vous connaissez des sites web de qualité traitant du thème abordé ici, merci de compléter l'article en donnant les références utiles à sa vérifiabilité et en les liant à la section « Notes et références ».
L'équipe cycliste Sicasal-Acral est une ancienne équipe cycliste portugaise créée sous le nom de Toreensse-Sicasal en 1986. Elle a disparu en 1995 après dix saisons. Elle est la seule équipe portugaise à avoir participé au Tour d'Italie.

## Histoire de l'équipe
L'équipe Sicasal est née en 1986 au Portugal. Durant ses deux premières années, l'équipe est composée d'un faible nombre de coureurs et ne court qu'au Portugal. Le sponsor Sicasal, qui commercialise de la viande est ambitieux et souhaite courir au Tour de France, s'associe à l'équipe à la fin des années 1980. Celle-ci se renforce en conséquence en recrutant en 1988 Eduardo Correia, qui avait participé au Tour de France 1984. L'année suivante, l'équipe recrute le plus grand espoir du cyclisme portugais, Joaquim Andrade, qui participera à 21 éditions du Tour du Portugal.
L'équipe participe son premier Tour d'Espagne en 1988 en s'appuyant sur des jeunes coureurs peu expérimentés sur les grands tours, puisque seul Correia et José Poeira avaient participé à un grand tour. Le meilleur coureur, Antonio Pinto, termine 62e, et Paulo Pinto parvient à finir deuxième de la 21e étape. Les premiers grands tours sont décevants pour le sponsor qui décide de recruter en conséquence pour la saison 1990 plusieurs coureurs d'expérience et pour la première fois deux coureurs étrangers lusophones : le Brésilien Cássio Freitas et l'Angolais César Araujo, qui devient le premier coureur africain lusophone à devenir professionnel en Europe.
L'équipe participe donc au Tour d'Espagne pour la troisième année consécutive avec notamment le Brésilien Freitas qui finit second de la 17e étape et devient le premier Brésilien à finir un grand tour. L'équipe, qui possède un nouveau co-sponsor, Acral, se met en évidence lors du Tour de Luxembourg en terminant parmi les meilleures équipes. L'apport du co-sponsor permet au dirigeants de nourrir de nouvelles ambitions pour l'année 1991. Ainsi, pour la première fois depuis sa création, l’équipe accueille un vrai leader en la personne d'Edgar Corredor qui est alors l'un des meilleurs grimpeurs du peloton.
L'année 1992 marque encore un tournant avec une internationalisation accrue, un coureur polonais qui rejoignant l'effectif. Dans son ensemble l'équipe réussit une belle année avec un titre de champion du Portugal pour Manuel Dos Santos réalisant même un doublé. L'équipe fusionne à la fin de l'année avec l'équipe Tensai. 
Les années suivantes ressembleront à l'année 1992, sans les résultats sur le Tour d'Espagne car Corredor part à la fin de l'année 1992. En revanche, l'équipe participe pour sa dernière année au Tour d'Italie. Elle disparait à la fin de l'année 1995.

## Principaux coureurs
| Nationalité | Coureur                         | Arrivée/Départ             |
| Colombie    | Edgar Corredor                  | 1991 à 1992                |
| Portugal    | Eduardo Correia                 | 1988 et 1991               |
| Portugal    | Joaquim Adrego Andrade          | 1989 à 1992                |
| Portugal    | Paulo Pinto De Oliveira         | 1987 à 1993                |
| Portugal    | Fernando Manuel Mota Dos Santos | 1989 à 1992                |
| Portugal    | Manuel-Luis Abreu               | 1990 à 1991 et 1993 à 1995 |
| Portugal    | Carlos Pinho                    | 1991 à 1995                |
| Portugal    | José Poeira                     | 1987 à 1991                |
| Portugal    | Vítor Gamito                    | 1992 à 1995                |
| Portugal    | Antonio Joaquim Pinto           | 1987 à 1994                |
| Portugal    | Carlos Manuel De Jesus Pereira  | 1992                       |
| Portugal    | Manuel Antonio Cunha            | 1987 et 1992 à 1993        |
| Kazakhstan  | Youri Sourkov                   | 1994                       |
| Angola      | Carlos César Araujo             | 1990 à 1992                |
| Brésil      | Cássio Freitas                  | 1990 à 1991                |
| Suède       | Michael Andersson               | 1995                       |

## Principaux résultats

### Courses par étapes
- Tour du Portugal : 1987 (Manuel Cunha), 1989 (Joaquim Gomes), 1991 (Jorge Manuel Silva) et 1992 (Cássio Freitas)

- Trophée Joaquim Agostinho : 1993
- Tour d'Aragon : 1991
- Rapport Toer : 1995
- Tour de l'Algarve : 1987, 1991 et 1994
- Tour de l'Alentejo : 1992 et 1993

### Sur les grands tours
| - Tour de France - 0 participation - 0 victoire d'étape | - Tour d'Italie - 1 participation (1995) - 0 victoire d'étape | - Tour d'Espagne : - 8 participations (1988, 1989, 1990, 1991, 1992, 1993, 1994, 1995) - 0 victoire d'étape |

### Championnats du monde
Les résultats ci-dessous sont ceux obtenus par les coureurs de l'équipe présents aux championnats du monde de cyclisme sur route masculin, qui sont disputés en équipe nationale.
- 1989 : Paulo Pinto (abandon)
- 1991 : Joaquim Adrego Andrade (abandon), Jorge Manuel Silva (abandon)
- 1992 : Manuel Cunha (49e), Jorge Manuel Silva (abandon)
- 1994 : Manuel Luis Abreu (abandon), Quintino Fernando Rodrigues (abandon)

### Championnats nationaux
- Championnat du Portugal sur route
  - Course en ligne : 1992 et 1995 (Manuel Luis Abreu)

## Classement mondial
Avant 1994, il n'y avait qu'un groupe unique composé de l’ensemble des équipes mondiales. En 1993, l'Union cycliste internationale scinde les équipes en plusieurs groupes. En 1994 et 1995, l'équipe Sicasal se trouve en GSI.
| Saison | Classement par équipes | Meilleur coureur au classement individuel      |
| ------ | ---------------------- | ---------------------------------------------- |
| 1987   | —                      | Manuel Cunha (540e)                            |
| 1988   | —                      | Paulo Pinto Oliveira (251e)                    |
| 1989   | —                      | Jorge Manuel Silva (398e)                      |
| 1990   | —                      | Cássio Freitas (205e)                          |
| 1991   | —                      | Jorge Manuel Silva (211e)                      |
| 1992   | —                      | Edgar Corredor Orlando Sergio Rodrigues (223e) |
| 1993   | —                      | Pedro Silva Rodrigues (247e)                   |
| 1994   | —                      | Pedro Silva Rodrigues (228e)                   |
| 1995   | —                      | Manuel-Luis Abreu (202e)                       |